# Пецо Суходолчето
Пецо (Боце) Суходолчето е български революционер, битолски войвода на Вътрешната македоно-одринска революционна организация.

## Биография
Пецо Суходолчето е роден в битолското село Суходол, тогава в Османската империя, днес в Северна Македония. Присъединява се към ВМОРО и през 1905 година е четник при Иван Димов – Пашата. Участва в убийството на Шефки ага, а след това е четник при Димко Сарванов. По-късно е самостоятелен войвода в Битолско. Загива на 6 май 1906 година с десетчленната си чета след шестчасово сражение с турски войски в Лисолай.